# Гилёв, Виктор Константинович
Виктор Константинович Гилёв (30 января 1942, Заложное, Челябинская область — 4 января 1995, Курган) — русский советский писатель. Настоящее имя — Виталий Константинович Гилёв. Виктор Гилев — его творческий псевдоним.

## Биография
Виталий Константинович Гилёв родился 30 января 1942 года в деревне Малое Заложное Заложинского сельсовета Мостовского района Челябинской области. Решением Курганского облисполкома от 23 марта 1964 года № 106 д. Большое Заложное, д. Малое Заложное и д. Россия-Заложное объединены в д. Заложное. Ныне деревня входит в Варгашинский муниципальный округ Курганской области. 
В 1949 году пошёл в Мостовскую среднюю школу, окончил школу в 1959 году. Тогда в 1958 году и были опубликованы его первые стихи в молодёжной областной газете «Молодой ленинец». Впоследствии опубликовали стихи Виктора Гилева в журналах «Урал», «Слово», «Сельская молодёжь» и в газете «Литературная Россия». 
Трудовой стаж начал в августе 1959 года упаковщиком арматурного завода в городе Кургане. С 1960 года был литработником в редакции газеты «Мостовская правда» до упразднения района в 1963 году.
В течение учебного 1964—1965 года Гилев работал учителем в школе-восьмилетке с. Кропани Кетовского района Курганской области.
В 1965 году поступил на  заочное отделение Литературного института имени А. М. Горького при Союзе писателей СССР, и в 1972 году окончил учебное заведение.
С 1965 года работал литсотрудником в мокроусовской районной газете «Восход», вёл кружок юных журналистов в селе Мокроусово.
Член КПСС с марта 1971 года.
Около 10 лет работал заместителем редактора шумихинской районной газеты «Знамя труда».
Работал редактором куртамышской районной газеты «Куртамышская нива».
В 1990 году окончил Высшую партийную школу в г. Свердловске (ныне Уральский институт управления).
В феврале 1993 года Гилев стал собственным корреспондентом областной газеты «Молодой ленинец», которую преобразовали сначала в «Субботнюю газету» (1991—1994 гг.), а затем в газету «Зауралье».
Виктор Константинович Гилёв умер 4 января 1995 года в городе Кургане. Похоронен <где?>.

## Творчество
Любимой темой Виктора Константиновича была - любовь, молодость, поэзия жизни деревни. В своих рассказах Гилев всегда стремился показать сущность явления.
Гилев является автором пяти сборников стихов, изданных при жизни автора и одной прозаической книги:
- Гилев В.К. Гусли. — Челябинск: Южно-Уральское книжное издательство, 1968. — 48 с. — 10 000 экз.[5]
- Гилев В.К. Подовый хлеб. — Челябинск: Южно-Уральское книжное издательство, 1986. — 44 с. — 5000 экз.[6]
- Гилев В.К. Разговор с любимой. — Челябинск: Южно-Уральское книжное издательство, 1990.
- Гилев В.К. Вербный край. — Челябинск: Южно-Уральское книжное издательство, 1991. — 69 с. — 1000 экз. — ISBN 5-7688-0429-3.[7]
- Гилев В.К. Лирика. — Курган: Периодика, 1992. — 64 с. — 1000 экз. — ISBN 5-8282-0023-2.
- Гилев В.К. Свет утренних зорь. — Курган: Реформа, 1993. — 61 с. — 5000 экз. — ISBN 5-86051-030-6.[8][9].
- Гилев В.К. Предприниматель : [О В. А. Жилине]. — Курган: Периодика, 1993. — 23 с. — 1500 экз.[10].

В Союз писателей России принят 22 октября 1991 года, состоял на учёте в Курганской областной писательской организации.

## Семья
Отец Константин Иванович Гилев, мать Серафима Григорьевна.
Жена Галина Лукинична Гилева. Две дочери: Ольга — стоматолог, Валерия — учитель английского языка.

## Увлечения
Книги, шахматы, газета «Советский спорт».